# 라바나

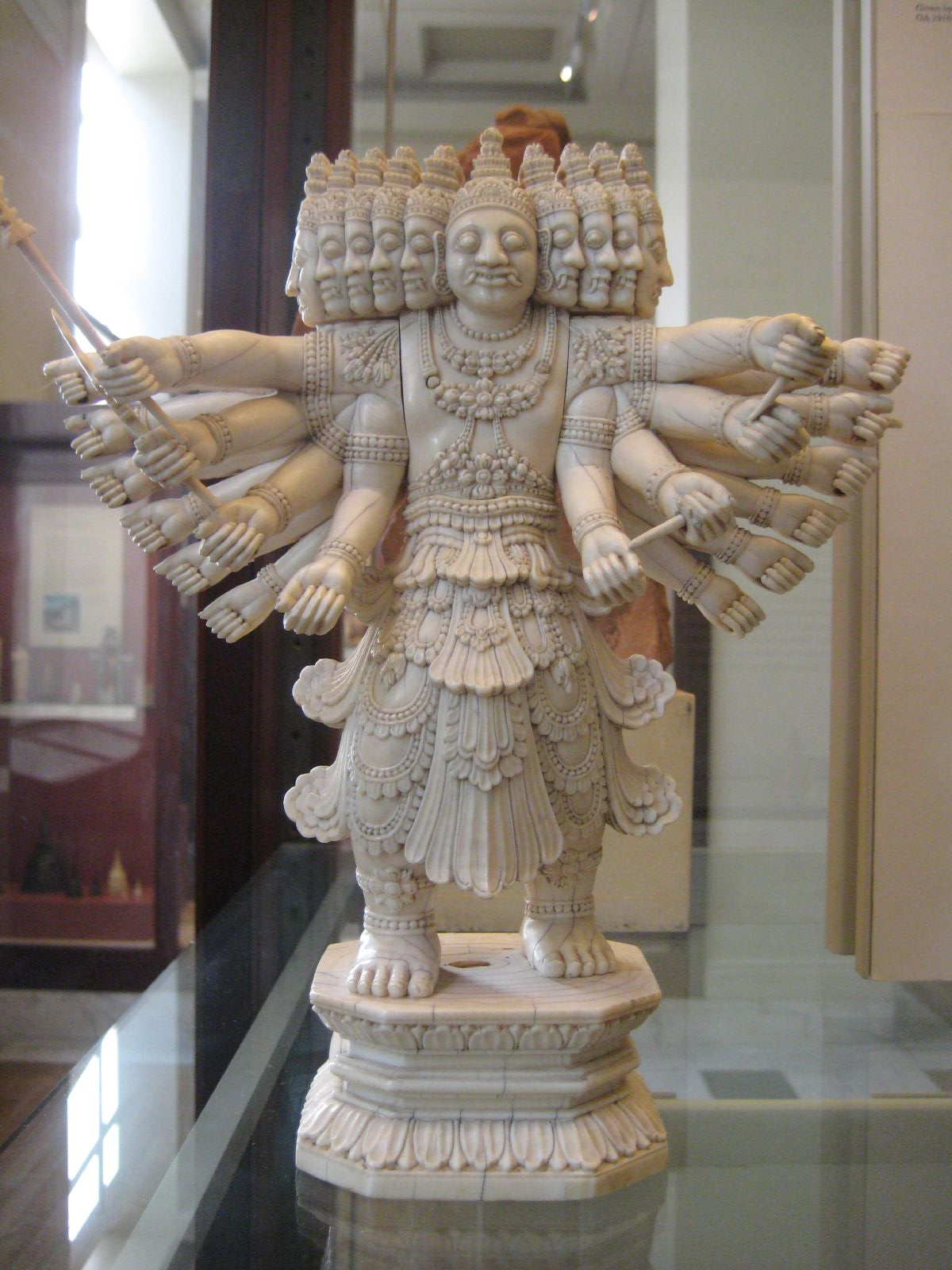
18세기 라바나의 조각상

라바나(산스크리트어: रावण)는 라크샤사(나찰)의 왕이며, 힌두 서사시 라마야나와 그 각색된 것의 주요 적대자이다.
라마야나에서 라바나는 현자 비슈라바와 라크샤사 카이케시의 장남으로 묘사된다. 그는 라마 왕자의 아내 시타를 납치하여 그의 왕국 랑카로 데려갔고, 그곳에서 그는 그녀를 아쇼크 바티카에 가뒀다. 나중에, 라마는 바나라 왕 수그리바와 그의 바나라스 군대의 지원을 받아, 랑카의 라바나에 대한 침공을 시작했다. 라바나는 그 후 살해당했고 라마는 그의 사랑하는 아내 시타를 구했다.
라바나는 악한 인물로 널리 묘사되지만, 그는 또한 그를 학자로 만드는 많은 자질을 가지고 있다. 그는 6개의 샤스트라와 4개의 베다에 대해 잘 알고 있었다. 라바나는 또한 시바의 가장 존경받는 신자로 여겨진다. 라바나의 이미지는 일부 사원에서 시바와 관련된 것으로 보인다. 그는 또한 불교 마하야나 문자 능가경, 불교 라마야나와 자타카에 등장한다. 어떤 경전에서는, 그는 비슈누의 저주받은 문지기 중 한 명으로 묘사된다.

## 같이 보기
- 아수라
- 우마왕